# Arildo Matos Teles
Arildo Matos Teles, ou apenas Arildo Teles, (Aracaju, 8 de março de 1934) é um militar, professor e político brasileiro, outrora deputado federal pelo Rio de Janeiro.

## Dados biográficos
Filho de Arquibaldo Teles de Meneses e Zulina Matos Teles. Segundo-sargento da Aeronáutica, formou-se em Pedagogia pelo Centro Universitário Augusto Motta e em Filosofia pela Universidade do Estado do Rio de Janeiro, foi professor da rede pública no Rio de Janeiro e diretor do Colégio João Lira Filho. Prosseguindo em sua vida acadêmica, graduou-se em Direito na Universidade Federal Fluminense e fez Mestrado em Administração Escolar na Universidade Federal do Rio de Janeiro.
Eleito deputado federal pelo PDT em 1982, votou a favor da Emenda Dante de Oliveira em 1984 e escolheu Tancredo Neves no Colégio Eleitoral em 1985. Disputou um novo mandato nos três pleitos seguintes, não obteve êxito.